# Achtung Baby
Achtung Baby är det sjunde studioalbumet av U2. Det kom ut den 19 november 1991 och har ett helt annat sound än tidigare album av U2. 
Många befarade att bandet skulle lägga av när Bono i slutet av Lovetown Tour 1989 yttrade orden "We have to go away for a while and dream it all up again". Albumet Rattle and Hum hade fått ganska ljummen kritik och U2 var vid den här tiden överexponerat. 
Förändringens vindar blåste i Europa; Berlinmuren hade fallit och nya tider väntade i de tidigare öststaterna. U2 hade under inspelningen av The Unforgettable Fire blivit fascinerade av Hansa Tonstudio (The Hall by The Wall) i Östberlin där Brian Eno och David Bowie hade spelat in skivor tillsammans under slutet av 1970-talet. I slutet av 1990 började inspelningarna till det kommande albumet. I början gick arbetet trögt. En splittring av bandet var nära eftersom Bono och The Edge var inriktade på att experimentera med nya ljudeffekter medan Adam Clayton och Larry Mullen Jr ville behålla bandets gamla sound. Under arbetet med låten Mysterious Ways "föddes" One, och därifrån lossnade allt. När U2 lämnat Berlin bestod demomaterialet av en blandning av rock, elektronisk-, industriell- och även dansmusik. Själva albumet spelades in i Dublin. 
Resultatet blev ett helt nytt U2 som lämnat sitt seriösa 1980-tal bakom sig. Det är ett tidsdokument för ett Europa i förändring och de flesta texter handlar om kärlek och uppbrott. Achtung Baby blev mycket kritikerrosat och anses av många som ett större mästerverk än The Joshua Tree. 
Albumet är producerat av Brian Eno och Daniel Lanois och omslagsbilderna är tagna av Anton Corbijn.
Låten One har vid flera tillfällen utsetts till världens bästa låt; bland annat av musiktidningen Q. I april 2006 röstade tv-kanalen VH-1:s tittare fram textraden "One life, with each other, sisters, brothers" som världens bästa. En nyinspelning av One med Mary J Blige och U2 återfinns på Bliges album The Breakthrough från 2005.

## Låtlista
Alla låtar skrivna av U2.
1. "Zoo Station"  - 4:36
2. "Even Better Than the Real Thing" - 3:41
3. "One" - 4:36
4. "Until the End of the World" - 4:39
5. "Who's Gonna Ride Your Wild Horses" - 5:16
6. "So Cruel" - 5:49
7. "The Fly" - 4:29
8. "Mysterious Ways" - 4:04
9. "Tryin' to Throw Your Arms Around the World" - 3:53
10. "Ultraviolet (Light My Way)" - 5:31
11. "Acrobat" - 4:30
12. "Love Is Blindness" - 4:23

1. ↑  läs online, www.grammy.com , läst: 11 mars 2021.[källa från Wikidata]